# Mariyka Modeva
Mariyka Modeva (bulgare : Марийка Модева), née le 4 avril 1954, est une ancienne rameuse bulgare. Elle est médaillée d'argent aux Jeux de 1976.

## Carrière
Modeva est médaillée d'argent en quatre avec barreuse aux Jeux de 1976 puis aux Jeux de 1980.

## Palmarès

### Jeux olympiques
- Jeux olympiques d'été de 1980 à Moscou ( Union soviétique) :
  -  médaille d'argent en quatre avec barreuse
- Jeux olympiques d'été de 1976 à Montréal ( Canada) :
  -  médaille d'argent en quatre avec barreuse